# فاتن يوسف بندقجي
فاتن يوسف بندقجي (مواليد سنة 1958) سيدة أعمال سعودية، عضوة معينة في مجلس إدارة الغرفة التجارية الصناعية بجدة، وهي زميلة ببرنامج أيزنهاور (Eisenhower Fellowship) لعام 2007م، والعضو المؤسس للفصل السعودي وعضو مجلس إدارتها. وهي عضوة مؤسس في الفرع الخليجي لمديري الشركات النسائية (WCD)، وعضوة في منظمة منارات للأعمال (MBO). بندقجي حاصلة على درجة الماجستير في الأدب الإنجليزي من جامعة الملك عبد العزيز.

## الغرفة التجارية الصناعية بجدة
في عام 1998م تم تعيينها لتأسيس أول قسم نسائي في الغرفة التجارية الصناعية بجدة، وهو المنصب الذي يعد الأول من نوعه بالنسبة للسعوديات في جميع غرف المملكة العربية السعودية. خلال فترة عملها في الغرفة أسست وترأست ستة أقسام تهدف إلى تطوير وتعزيز النساء في الإدارة والأعمال. سمح لها تصميمها وإرادتها ورؤيتها بتمهيد الطريق لإدماج النساء في السنوات القادمة. كانت أمينة عامة للجنة الأعمال الأولى التي أدت إلى إنشاء مركز السيدة خديجة في الغرفة.
أنشأت بندقجي عدة أقسام للنهوض بالمرأة من خلال الأعمال والتوظيف - وكل ذلك أدى إلى إنشاء مركز السيدة خديجة بنت خويلد لسيدات الأعمال. بالإضافة إلى ذلك شاركت بنشاط في العديد من اللجان الداخلية للتقدم المؤسسي للغرفة. كانت عضوًا نشطًا في فريق HR Mercer وفازت بأكبر عدد من الأصوات من بين زملائها الذكور أثناء الانتخابات التاريخية للغرفة لاتحادها العمالي في عام 2003م.

## الأنشطة المدنية
على المستوى المدني كانت بندقجي لاعبة رئيسية في تحقيق رغبة النساء في الترشح لانتخابات المجالس البلدية. في عام 2004م أصبحت ثاني سيدة سعودية تترشح للانتخابات البلدية. وفي عام 2009م شاركت في تأسيس مبادرة «البلدي» التي تنادي بحق المرأة في المناصب العامة. وهي أحد مؤسسي مجموعة «مواطنة» التي تدافع عن تنمية المدينة من خلال التركيز على الإنسان والمكان وسيادة القانون. تعمل المجموعة بنشاط مع الشباب وقد ساهمت في دعم عمليات الإغاثة أثناء سيول جدة في سنتي 2009 و2011م.